# Major László (gazdálkodó)

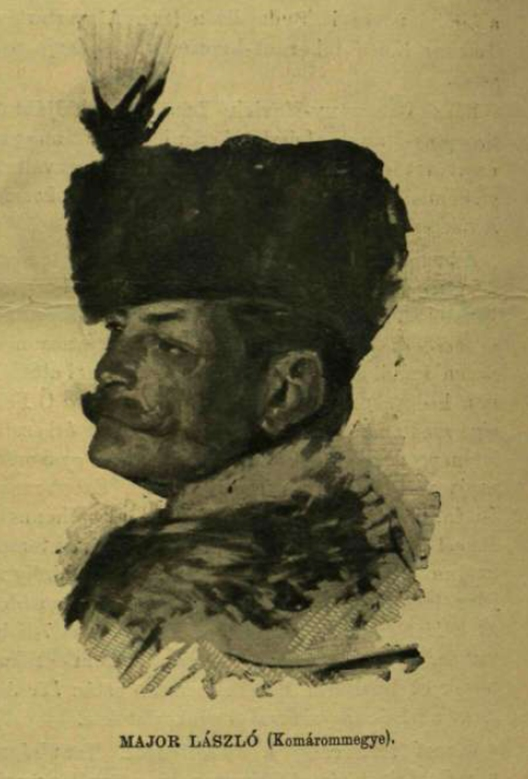

Major László (született: Májer), (Réde, 1848. október 31. – Tata, 1933. december 14.) földbirtokos, tűzoltóparancsnok, vármegyei közgazdasági előadó, tejszövetkezeti elnök, hadigondozó, gazdatitkár, „parasztkirály”.

## Családja
Édesapja Májer József (1807-1878) rédei uradalmi tiszttartó, a Tata-Tóvárosi Takarékpénztár alapító igazgatója, édesanyja Háfner Anna (1815-1877). Felesége Wieland Ilona (1856 körül − Esztergom, 1935. február 27.) magánzónő. Húga Major (Mayer) Berta (Réde, 1850. május 25. – Budapest, 1903. május 21.), sógora Örömy József építőmester (1867. május 22-én Tatán kötöttek házasságot).

## Fiatalkora
1848. november 1-jén keresztelték Bakonyszombathelyen. Középiskoláit Tatán a piarista algimnáziumban végezte. Családja vezetéknevét a kiegyezés évében 1867-ben Major-ra magyarosította. 1868-tól közhonvéd, majd 1872-től tartalékos hadnagy a Tatán állomásozó honvédzászlóaljban. 1873-ban feleségül vette a Békés vármegyei gazdatiszti család leányát Wieland Ilonát. 1873 és 1888 között a Környe mellett lévő 450 holdas kistagyosi birtokán gazdálkodott. 1878-ban leköszönt tiszti rangjáról. Az 1887-es országgyűlési választás idején, mint az ellenzéki Függetlenségi és 48-as párt tatai képviselőjelöltje vereséget szenvedett a kormánypárti Szabadelvű párt jelöltjével Feszty Adolffal szemben. 1888-től a Komárom vármegyei Gazdasági Egyesület alelnöke.

## Tűzoltóság élén

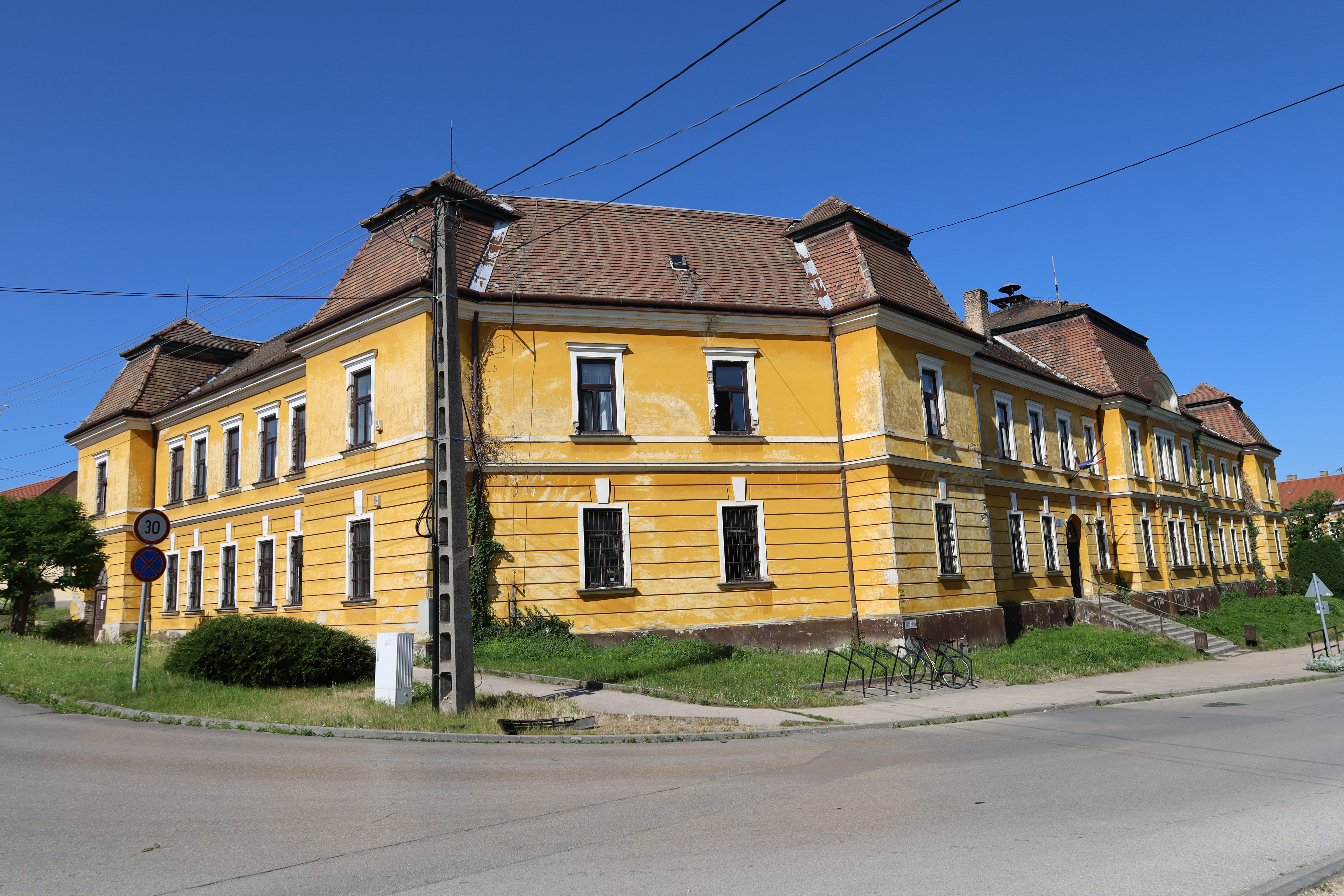
Az egykori tűzoltószertár épülete

1891 elején a Tata-Tóvárosi Önkéntes Tűzoltó Egyesület elnökévé és egyben tűzoltó főparancsnokká választották. A tűzoltóság ekkor még nem állami fenntartású, hanem önkéntes tagokból álló, a helyi közösség által létrehozott, egyéni adományokból működő magánvállalkozás volt. Az 1882-ben alakult tűzoltó egyesület megválasztása idején anyagi válságban volt. A tűzoltóság pénzügyi alapjainak kibővítése céljából ezért adománygyűjtő táncestélyeket szervezett a tatai Angolkertben. Major László vezetése alatt újjászervezte a tűzoltóságot. Kibővítette a tűzoltóság eszközállományát, új fecskendőket, és vízhordó kocsikat szerzett be. Gondoskodott az önkéntes tűzoltók balesetbiztosításának megteremtéséről, valamint a szegényebb jövedelmű tagjainak az egylet költségén történő tűzoltó egyenruházatáról. Díszoklevél keretében a tatai uradalom fejét, gróf Esterházy Miklóst a tűzoltóság védnökének kérte fel. 1891 végén gróf Esterházy Miklós a tűzoltóság részére a volt Bergel szálló épületében (ma a TSZC Bláthy Ottó Technikum, Szakképző Iskola és Kollégium épülete) négy helyiséget ajánlott fel a tatai tűzoltóság részére. Az új tűzoltó szertárat Major főparancsnok saját költségén bebútoroztatta. A tűzoltóság vezetését az 1890-es évek közepéig látta el, de visszavonulása után is aktív támogatója maradt a tatai tűzoltóságnak.

### A tatai hadgyakorlat, a technikatörténeti siker

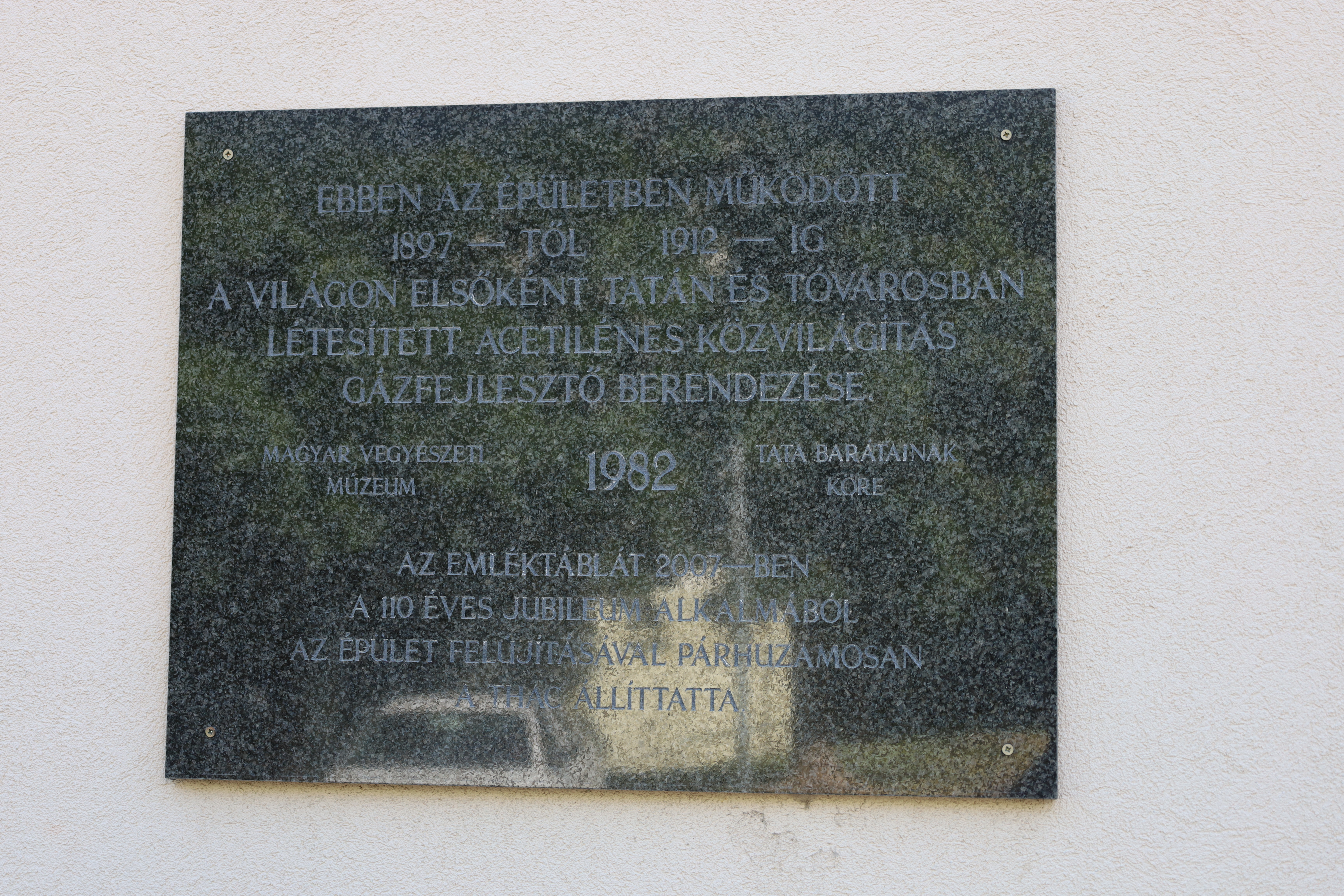
Emléktábla az volt gáztelep épületén

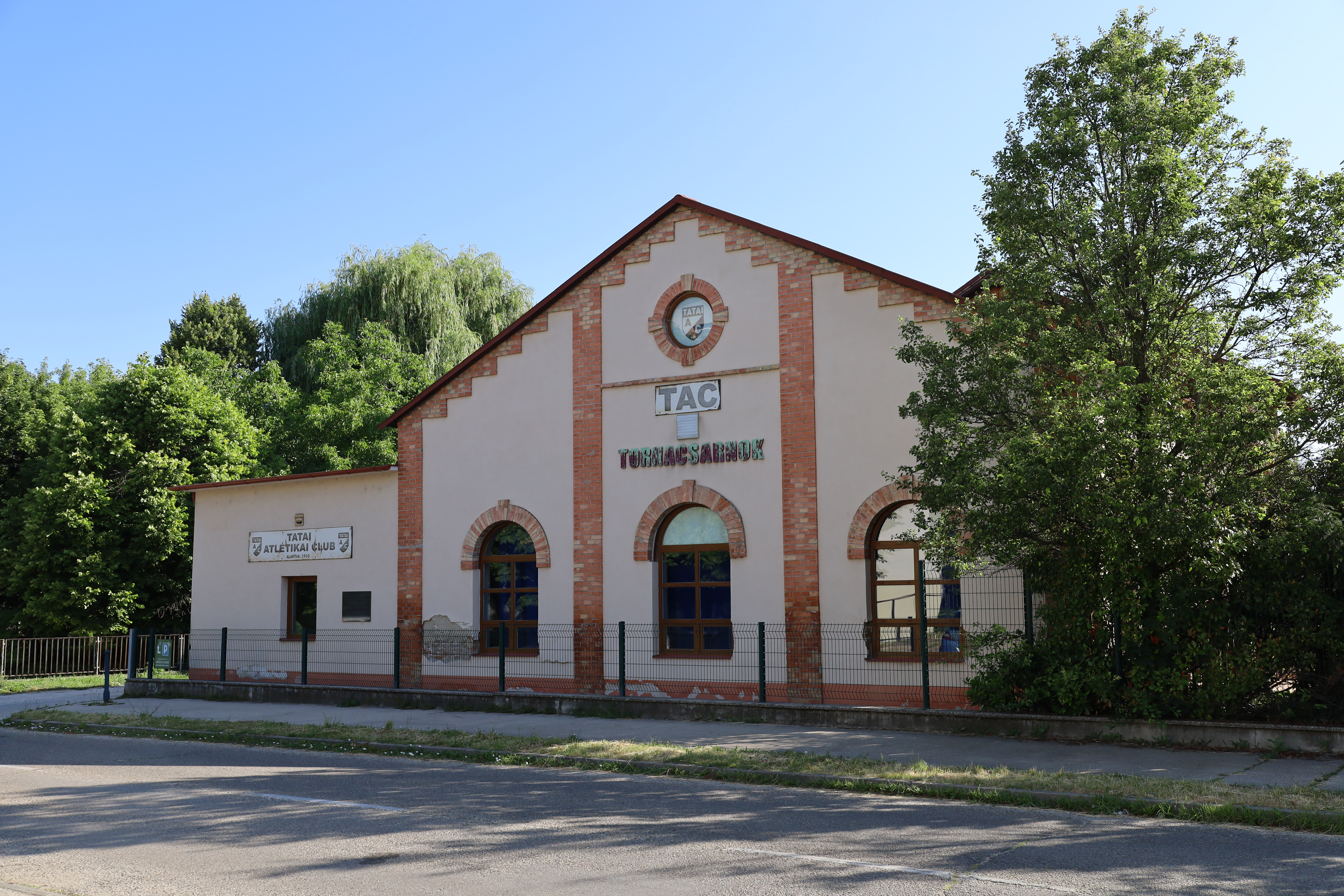
A volt gáztelep

1897-ben majd 70 ezer katonával nagyszabású hadgyakorlatot szervezett az osztrák-magyar hadvezetés. A hadgyakorlat helyszínéül Tatát és környékét jelölték ki. A hadgyakorlat egyben nemzetközi uralkodói találkozó is volt, amelyen I. Ferenc József osztrák császár és magyar király mellett részt vett II. Vilmos német császár és porosz király is. Major László tevékeny részt vállalt a tatai szervezésben, ennek során felmerült a közvilágítás kérdése is. A helyi közvilágítás ekkor még elavult és gyenge petróleum lámpákkal történt, a kettős uralkodói látogatás miatt sürgőssé vált ennek mielőbbi megoldása. Az elektromos áramon alapuló villanyvilágítást a megfelelő teljesítményt biztosító erőmű és a villamoshálózat kiépítésének magas költségei továbbá a hadgyakorlatig rendelkezésre álló idő rövidsége miatt elvetették a tatai szervezők. Ezért 1897 nyarának elején Major László Csizmadia László tatai jegyzővel tanulmányozási célból látogatást tett a Budapesti Acetiléngáz Rt-nél. A tanulmányút sikerrel végződött. Major László és Csizmadia László beszámolójára válaszul 1897. júliusában próbaképpen a tatai Kossuth téren, valamint a városi kaszinó épületében Budapesti Acetiléngáz Rt. acetilén gázzal világító lámpákat helyezett üzemben. Az eredményes próba valamint a cég kedvező ajánlatának hatására 1897. augusztus 14-én a Budapesti Acetiléngáz Rt. hivatalos megbízást kapott a tatai közvilágítás kivitelezésére. Munkálatok magukba foglalták a lámpatestek és gázvezeték csőhálózat mellett a gáztelep építését is, amely a mai Keszthelyi utcában (ma Tatai Atlétikai Klub) létesült. Az acetilén gázvilágítás valóságos technika történeti bravúrnak bizonyult, hiszen nemcsak Magyarországon, hanem az egész világon itt alkalmaztak először acetilénen alapuló gázvilágítást. Az acetilén (C2H2) gázvilágítás ekkor még lehetséges versenytársa volt a villanyáramon alapuló világításnak. A kivitelezéssel alig néhány nappal a hadgyakorlat kezdése előtt 1897. szeptember 7-én végeztek. Három nappal később a hadgyakorlatra érkező I. Ferenc Józsefet látogatásának első estéjén az éjszakai fényárban tündöklő Tata fogadta. A tatai gázvilágítás hatalmas sikert jelentett, mind Ferenc József, mind II. Vilmos elismerően nyilatkozott a forradalmian új közvilágításról. A látványos tatai siker után Veszprémben, Nagyváradon, Komáromban és Pápán is acetilén gázvilágítás épült ki.

## A tatai leányoktatás létrejötte

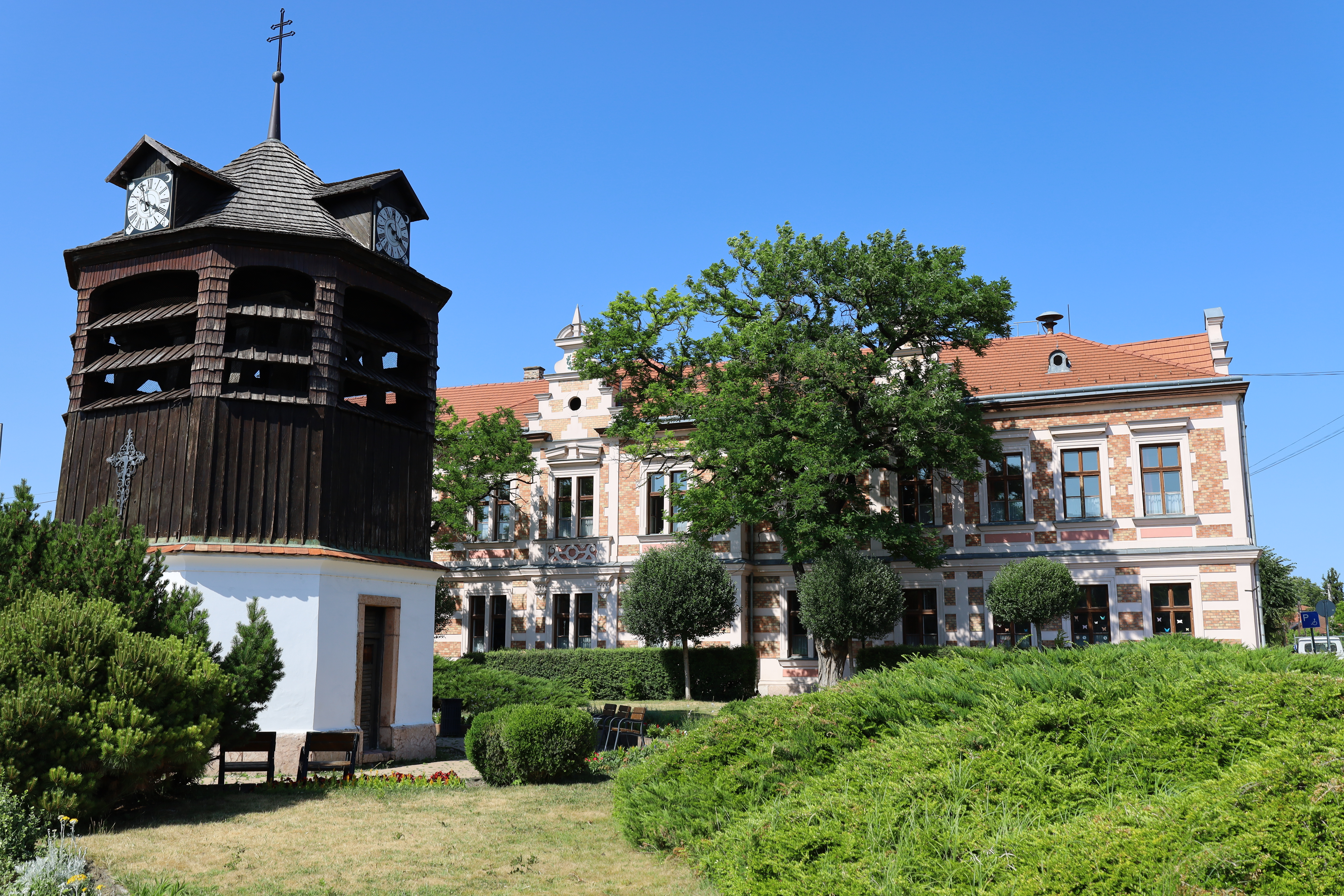
A Tata-Tóvárosi Polgári Leányiskola egykori épülete

1895-től ugyan lehetővé vált a leányok számára érettségi vizsgák után az egyetemi továbbképzés lehetősége is, de ennek ellenére Magyarország több településén még a középfokú leányoktatás tárgyi feltételei is hiányoztak. A XX. század elején Tatán a leányok számára csak elemi oktatást nyújtó iskola létezett. Az elégtelen állapotok megszüntetése céljából Tata és a szomszédos Tóváros polgárai 1903. augusztus 9-én létrehozták a Tata és Tóvárosi Leányiskola Egyesületet, amelynek első elnökévé Major Lászlót választották. A megalakulással egyidejűleg Major László elnökletével hatalmas és gyors szervező munka vette kezdetét. Ennek hatására az iskolát Trojkó György egyesületi alelnök tatai Úri utca 158. számú hazában helyezték el, amelyet még 1903. augusztusában az iskola céljára felújítottak. Székesváry Gizella igazgatónő vezetésével felállították a tantestületet. A tankönyv ellátás megoldása céljából Nobel Adolf tatai könyvkereskedésében árusítani kezdték a tankönyveket is. 1903. szeptember legelején lezajlottak a beiratkozások is. A sikeres előkészületeknek köszönhetően három évfolyamban összesen 36 leánytanulóval az 1903/1904-es legelső tanévben megkezdődhetett az oktatás a Tata-Tóvárosi Polgári leányiskolában. 1904-ben az iskola Korchmáros Irma személyében új igazgatóasszonyt kapott, aki több évtizedes igazgatói vezetése során elévülhetetlen érdemeket szerzett a leányiskola fejlődésében. A leányiskola elhelyezése azonban csak ideiglenes megoldás volt. 1904-ben Tóváros vezetése felajánlotta a helyi elemi iskola négy tantermét a polgári leányiskola céljára. Habár a korabeli tatai közvélemény sérelmezte a Tóvárosba való átköltözést, azonban Tatán nem állt rendelkezésre az iskola számára megfelelő épület. Az 1904/1905-ös tanévet az iskola még a tatai Úri utcában kezdte meg, de már 1905 tavaszán átköltözött a felajánlott tóvárosi elemi iskola épületébe (ma a Vaszary János Általános Iskola épülete). Az iskola székhelyének megoldásával egyidejűleg Major László egyesületi elnök a leányiskola további működésének megoldása céljából az iskola államosítása mellett küzdött, ennek érdekében többször is memorandumot intézett a közoktatási miniszterhez. Elnöki tisztségét 1908-ig látta el.

## A gazdákért
1902 és 1912 között Komárom vármegye közgazdasági előadója volt. Közgazdasági előadóként a korabeli mezőgazdasági gazdálkodás irányának átfogó megváltoztatásáért, így a takarmányozás javításáért, a minőségi állattenyésztési módszerek meghonosításáért, a hozamemelkedéssel járó új tárgyázási eljárások bevezetésért állt ki. A mezőgazdaság fellendítése érdekében fontosnak tartotta a gazdák termelői szövetkezetekben történő tömörülésének minél szélesebb elősegítését és propagálását. A gazdaságok korszerűsítéséhez elengedhetetlennek tartotta az addigi rövidtávú, magas kamatozású hitelezési gyakorlat átfogó reformját, a mezőgazdasági körülményekhez igazodó hosszú távú, alacsony hitelkamatok alkalmazásával. Javasolta az egyre súlyosbodó kivándorlás ellen a nagybirtok felparcellázását.
Mindezek ellenére keserűen állapította meg:

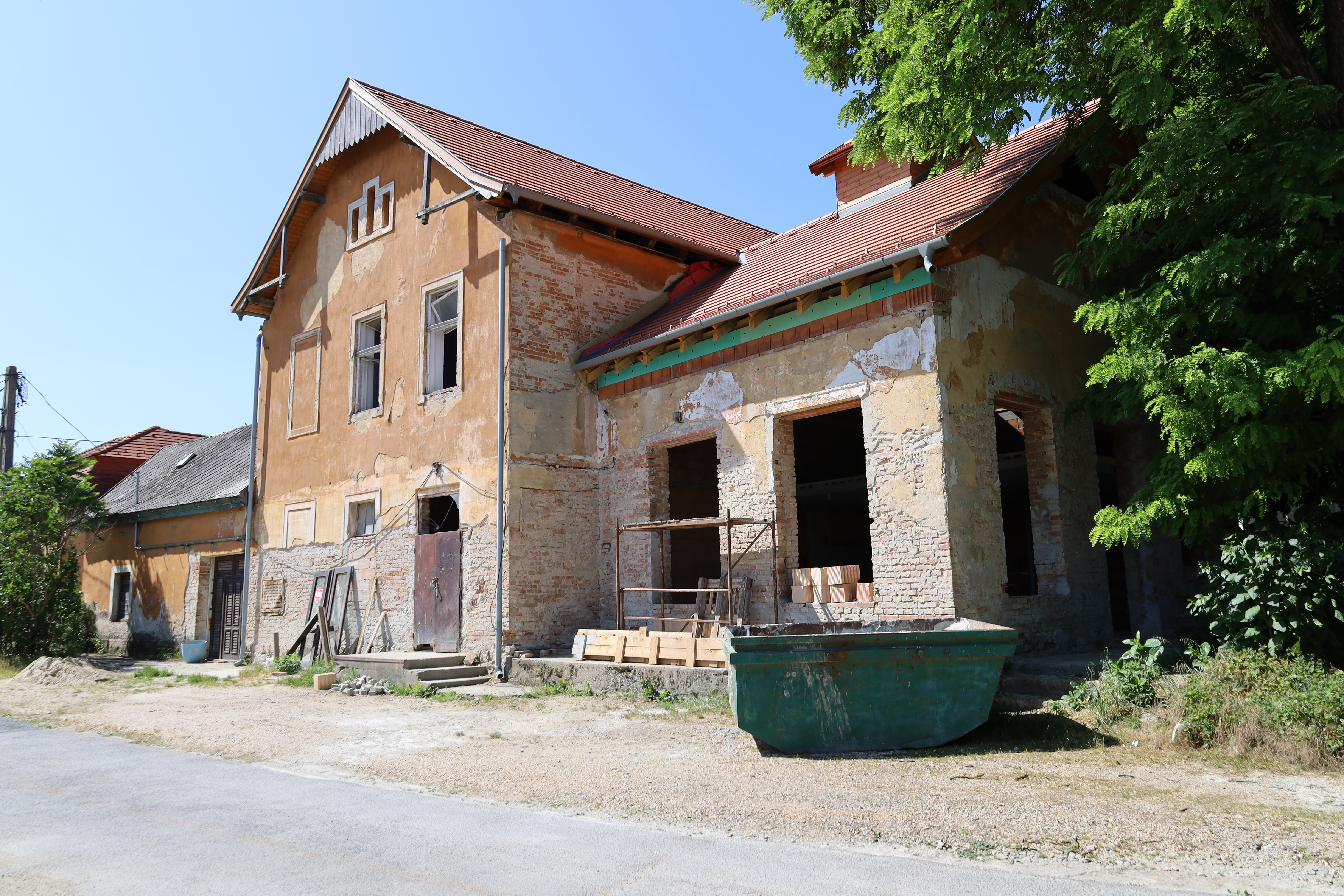
A Tatai Gazdakör és Tejszövetkezet egykori székháza

„Mi csak hirdetjük, hogy agrár állam vagyunk, de itt megállunk”
Előadói munkájának legfontosabb gyakorlati megvalósításaként 1909-ben elnökletével és a tatai gazdák összefogásával létrejött „Tatai gazdakőr tej és saját egyéb gazdasági termékeit értékesítő és fogyasztó szövetkezet”. 1911-ben Major Lászlónak köszönhetően sikerült a tejszövetkezet részére 30 000 korona állami támogatást megszerezni. A támogatásnak köszönhetően felépülhetett a Gazdakőr új székházával együtt a korszerű tejcsarnok is (az épület ma a tatai Nagykert utcában áll). 1914-ben megszervezte az Országos Gazdanagygyűlés tatai ülését. A tejszövetkezet elnöki tisztét egészen haláláig ellátta.

## A háborús hátországban
Az 1914-ben kitört I. világháború idején a Komárom vármegyei Vöröskereszt Egylet tatai fiókegyesületének társelnökeként fontos szerepet játszott a sebesült katonák és a tatai tábori kórház ellátásának biztosításában. Munkájának elismeréseként báró Ditfurth Móricné egyleti elnökasszonnyal egyszerre 1915-ben megkapta a Vörös Kereszt II. osztályának díszjelvényét. A helyi Vörös Kereszt Egylet mellett az Országos Hadigondozó hálózat tatai népirodájának vezetését is ellátta. Az egyre romló háborús körülmények hatására, a helybeli lakosság élelemellátásának megoldása és a spekulációs ár képző gyakorlatok megakadályozása céljából 1917-ben Tatán hatósági mészárszéket hozott létre.

## A parasztkirály

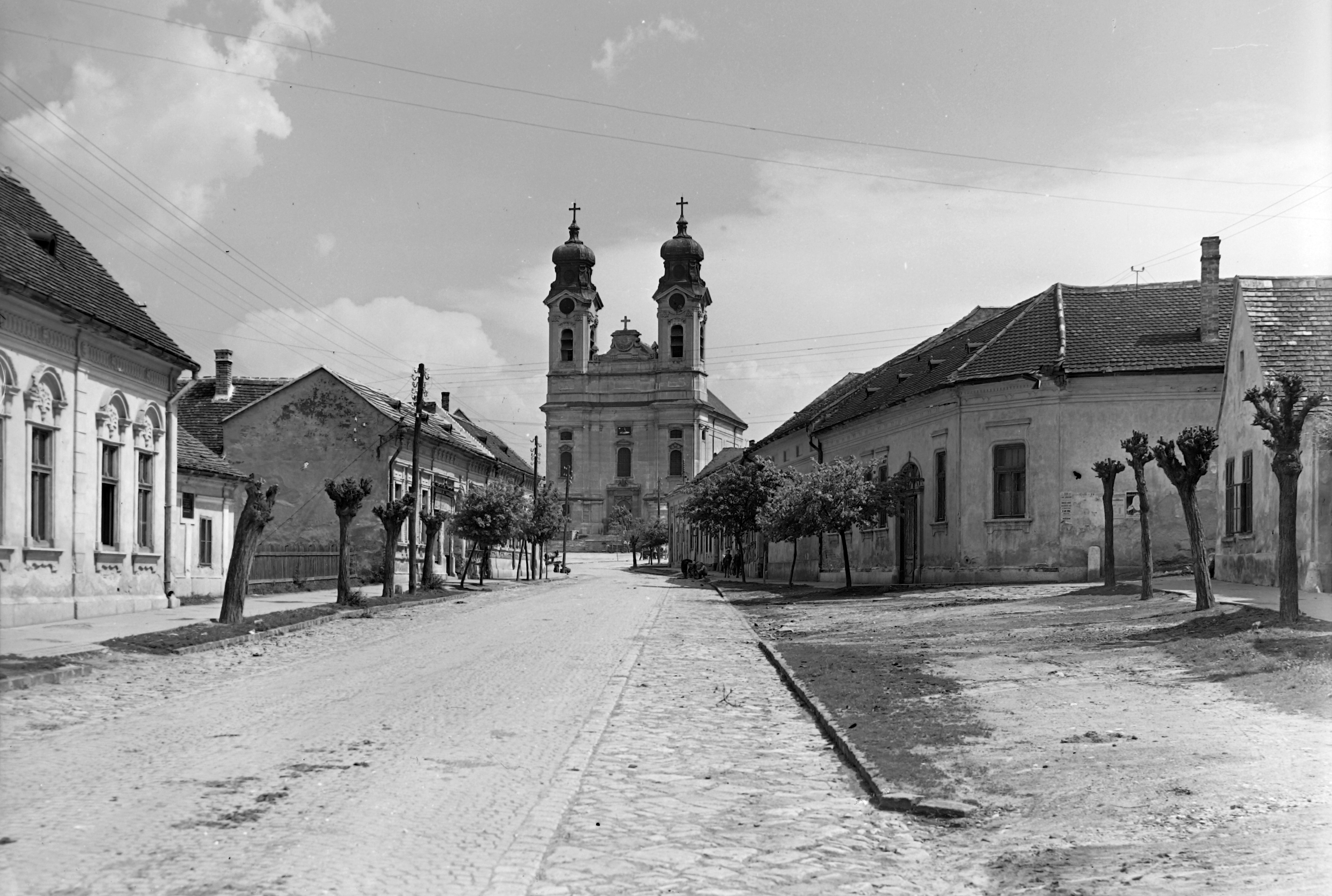
Tata, Komáromi utca 1959-ben

1919-ben a vörös terror idején kiállt a tatai gazdatársadalom és a helyi papság védelmében, ezért csaknem felakasztották. Bátor kiállásáért „parasztkirály”-nak nevezték el. A tanácsköztársaság bukása után már pár hónappal az Országos Központi Hitelszövetkezet részeként az egyik alapítója volt a Tatai és Tóvárosi Gazdasági Hitelszövetkezetnek. Az 1920-as években saját tatai Komáromi utcában lévő lakásán a világháború után elszegényedett, nyomorgó lakosság megsegítése céljából ingyenes néptanácsadó és ügyintéző irodát létesített. Az 1930-ban, az ekkor megszervezésre kerülő Országos Gazdatitkári hálózat tatai körzetének gazdatitkárává nevezték ki, s ezzel 82 évesen ő volt az ország legöregebb gazdatitkára. 1933. december 14-én 85 évesen halt meg. Sírhelye a tatai Környei úti temetőben található. 